# Charles McDonald (politician)
Charles McDonald (n. 16 septembrie 1935) este un om politic irlandez, membru al Parlamentului European în perioada 1973 din partea Irlandei.
1. 1 2 3 4 5 6 7 8 9 10   https://www.oireachtas.ie/en/members/member/Charles-B-McDonald.S.1961-12-14 Lipsește sau este vid: |title= (ajutor)